# Roy Makaay
Rudolphus Antonius „Roy“ Makaay (* 9. März 1975 in Wijchen) ist ein ehemaliger niederländischer Fußballspieler und jetziger -trainer.

## Spielerkarriere

### Verein
Roy Makaay stammt aus der niederländischen Stadt Wijchen. Bevor er 1989 in die Jugendabteilung von Vitesse Arnheim wechselte, war er zunächst für kleinere Amateurklubs aus der Provinz Gelderland aktiv. Am 5. September 1993 gab Makaay sein Profi-Debüt in der niederländischen Eredivisie (2:0-Sieg über MVV Maastricht). Makaay kam zunächst nicht über die Rolle als Ergänzungsspieler hinaus, entwickelte sich allerdings bis 1997 zum treffsichersten Stürmer der Mannschaft und erzielte in 109 Ligaspielen 42 Tore. Schon als junger Profi zeichnete sich Makaay durch seine klugen Bewegungen und viel Zug zum Tor aus. In der Saison 1996/97 war er mit 19 Treffern drittbester Torjäger der Eredivisie und hatte großen Anteil an der UEFA-Pokal-Qualifikation des Klubs.
Im Juli 1997 wechselte Makaay für umgerechnet sechs Millionen Euro zum spanischen Erstligisten CD Teneriffa. Mit dem Klub von den Kanaren kämpfte er in kommenden beiden Spielzeiten gegen den Abstieg. In seiner zweiten Saison (1998/99) musste Teneriffa, trotz 14 Toren von Makaay, als Tabellenvorletzter absteigen.
Nach dem Abstieg wechselte Makaay innerhalb der Primera División für 8,6 Millionen Euro zu Deportivo La Coruña. Die Mannschaft hatte sich unter Trainer Javier Irureta zu einem ernsthaften Meisterschaftsanwärter entwickelt und gleich am 1. Spieltag der Saison 1999/2000 gelang Makaay ein Hattrick (4:1 gegen Deportivo Alavés). Deportivo spielte schnellen, schnörkellosen Fußball und der Neuzugang reifte endgültig zu einem Vollstrecker, der seine Möglichkeiten eiskalt ausnutzte. Der Provinzklub aus Galicien stand ab dem 12. Spieltag an der Tabellenspitze und wurde am 19. Mai 2000 sensationell spanischer Meister. Insbesondere in den Heimspielen im Estadio Riazor konnte Depor die Konkurrenten FC Barcelona, Real Madrid oder den FC Valencia in die Schranken weisen. Makaay erwies sich dabei als absoluter Glücksgriff und war mit 22 Saisontoren entscheidend an der ersten Meisterschaft der Vereinsgeschichte beteiligt. In der Folgesaison (2000/01) gewann La Coruña zwar den spanischen Superpokal, verpasste als Vizemeister allerdings die Titelverteidigung. Makaay waren in 29 Einsätzen 16 Tore gelungen. 2002 gewann Super-Depor durch einen 2:1-Sieg über Real Madrids Galácticos die Copa del Rey, wobei Makaay in dieser Spielzeit etwas im Schatten seines Sturmpartners Diego Tristán stand. Zur Saison 2002/03 präsentierte sich Makaay wieder in Topform und erzielte 39 Tore in 54 Pflichtspielen (Torquote: 0,72). Er wurde mit 29 Ligatreffern spanischer Torschützenkönig (Pichichi-Trophäe) und erhielt den Goldenen Schuh als bester Torjäger Europas. In der UEFA Champions League brachte er es auf neun Tore in elf Spielen, darunter ein Hattrick gegen den FC Bayern München (2:3-Auswärtssieg in der Gruppenphase). Im Sommer 2003 deutete sich, nach vier Jahren im Deportivo-Trikot, ein Transfer ins Ausland an.
Nach seinen Leistungen in der Gruppenphase der Champions League waren die Bayern auf Makaay aufmerksam geworden und verpflichteten ihn zur Saison 2003/04. Nach zähen Verhandlungen und wochenlangen Diskussionen war der Transfer zum deutschen Meister am 8. August 2003 perfekt. Die Ablöse von 18,75 Millionen Euro war zum damaligen Zeitpunkt die Rekordsumme der Bundesliga. Da sich die Vereine zunächst nicht einigen konnten, verzichtete der 28-Jährige in den kommenden vier Jahren auf rund eine Million Euro Gehalt. Bei den Bayern ersetzte Makaay den langjährigen Stürmer Giovane Élber und erfüllte die in ihn gesetzten Erwartungen auf Anhieb (31 Tore in 44 Pflichtspielen). Er gewann je zweimal den DFB-Pokal und die deutsche Meisterschaft. Am 7. März 2007 erzielte er im Spiel gegen Real Madrid nach nur 10,12 Sekunden das 1:0 für Bayern München – das schnellste Tor in der Geschichte der UEFA Champions League. Im Sommer 2007 leitete der FC Bayern einen Umbruch ein. Besonders im Sturm veränderte sich mit den Verpflichtungen von Miroslav Klose und Weltmeister Luca Toni die Rangordnung. Zwar überzeugte Makaay mit seiner starken Trefferquote. Aber intern wurde ihm vorgeworfen, in wichtigen Spielen – besonders in der Champions League – zu versagen. Der VfL Wolfsburg war interessiert, den 32-jährigen zog es aber zurück in die Heimat.
Ab der Saison 2007/08 spielte Roy Makaay wieder in den Niederlanden für den Erstligisten Feyenoord Rotterdam. Auch dort stellte er im fortgeschrittenen Fußballeralter seine Torjägerqualitäten unter Beweis: In seiner ersten Saison erzielte er in 28 Spielen 13 Tore (7 Torvorlagen), in der nächsten Spielzeit konnte er in 31 Spielen 16 Treffer und 4 Torvorlagen verbuchen.
Im April 2010 gab Makaay bekannt, dass er nach der Saison seine Profifußballkarriere beenden würde. Am letzten Spieltag der Saison, in der Makaay 10 Scorerpunkte in 24 Einsätzen erzielte, verhalf er Feyenoord mit drei Toren beim 6:2-Sieg über den SC Heerenveen zum Einzug in die UEFA Europa League. Beim Cupfinal-Rückspiel am 6. Mai gegen Ajax Amsterdam machte er sein letztes Spiel als aktiver Fußballer. Makaay blieb dem Verein, für den er seit 2007 aufgelaufen war, als Juniorentrainer erhalten.

### Nationalmannschaft
Zwischen 1994 und 1998 absolvierte Makaay 27 Spiele für die niederländische U-21 und ist mit 15 Toren zweitbester Torjäger. Im Mai 1998 führte er die Auswahl als Kapitän zur U-21-Europameisterschaft.
Zwischenzeitlich, am 5. Oktober 1996, hatte Makaay beim 3:1-Sieg über Wales in der A-Nationalmannschaft debütiert. Allerdings konnte er sich aufgrund der Konkurrenz von Patrick Kluivert, Ruud van Nistelrooy, Jimmy Floyd Hasselbaink und Pierre van Hooijdonk auf der Mittelstürmer-Position nicht durchsetzen. Erst ab dem Jahr 2000 wurde er regelmäßig in die Elftal berufen und gehörte zum Aufgebot für die Europameisterschaft. Während des Heim-Turniers brachte es Makaay auf zwei Kurzeinsätze als Einwechselspieler, bevor er sich im Training vor dem Halbfinale gegen Italien verletzte. Auf sein erstes Tor musste Makaay bis zum 19. Mai 2002 warten, als er im Freundschaftsspiel gegen die Vereinigten Staaten den Führungstreffer besorgte (Endstand 2:0). 2004 nahm er an der EM in Portugal teil. Für die Weltmeisterschaft 2006 wurde Makaay nicht nominiert, da ihm in der Nationalmannschaft Ruud van Nistelrooy als Mittelstürmer vorgezogen wurde.
Für die Olympischen Spiele 2008 in Peking wurde Makaay als einer von drei älteren Spielern für die Auswahl seines Landes von Auswahlcoach Foppe de Haan berufen. Die Oranje schied im Viertelfinale nach einem 1:2 nach Verlängerung gegen Argentinien aus. Makaay führte bei diesem Turnier das Team als Spielführer aufs Feld.

### Spielweise
Makaay spielte üblicherweise als Mittelstürmer und wurde auch „das Phantom“ genannt, da er pro Torerfolg statistisch weniger als vier Schüsse benötigte und oft bis auf seine Torerfolge kaum in Erscheinung trat. Wohl auch aus diesem Grund ließ er die Trophäe, die er als spanischer Torschützenkönig 2003 erhielt, von einem Juwelier vervielfältigen, um sich bei jedem seiner Mannschaftskameraden von Deportivo de La Coruña zu bedanken.

## Trainerkarriere
Nach Trainerstationen bei Feyenoord Rotterdam war Makaay von 2021 bis 2022 Co-Trainer der Profis der Glasgow Rangers an der Seite seines Landsmanns Giovanni van Bronckhorst. Seit Anfang 2023 ist er beim FC Bayern München als Jugendtrainer unter Vertrag und dabei vor allem für die FC Bayern World Squad, einer Jugendmannschaft für Talente aus dem Ausland, zuständig.

### Erfolge
- Deutscher Meister (2): 2005, 2006
- DFB-Pokal-Sieger (2): 2005, 2006
- Ligapokal-Sieger: 2004
- Spanischer Meister: 2000
- Spanischer Pokalsieger: 2002
- Supercopa de España-Sieger (2): 2000, 2002
- Niederländischer Pokalsieger: 2008

### Auszeichnungen
- Goldener Schuh der UEFA (Bester Torjäger Europas 2002/03 mit 29 Toren)
- Pichichi-Trophäe (Torschützenkönig) der Primera División 2002/03
- Kicker-Stürmer des Jahres: 2005
- Fußballer des Monats März 2004 (in der Bundesliga)
- Torschütze des Monats Mai 2005, Januar 2006[16][17]

### Saisonstatistik
| Verein              | Liga             | Saison          | Liga   | Liga | Nat. Pokal | Nat. Pokal | Int. Pokal | Int. Pokal | Andere | Andere | Gesamt | Gesamt |
| Verein              | Liga             | Saison          | Spiele | Tore | Spiele     | Tore       | Spiele     | Tore       | Spiele | Tore   | Spiele | Tore   |
| ------------------- | ---------------- | --------------- | ------ | ---- | ---------- | ---------- | ---------- | ---------- | ------ | ------ | ------ | ------ |
| Vitesse Arnheim     | Eredivisie       | 1993/94         | 10     | 1    | -          | -          | -          | -          | -      | -      | 10     | 1      |
| Vitesse Arnheim     | Eredivisie       | 1994/95         | 34     | 11   | -          | -          | -          | -          | -      | -      | 34     | 11     |
| Vitesse Arnheim     | Eredivisie       | 1995/96         | 31     | 11   | -          | -          | -          | -          | -      | -      | 31     | 11     |
| Vitesse Arnheim     | Eredivisie       | 1996/97         | 34     | 19   | 5          | 3          | -          | -          | -      | -      | 39     | 22     |
| Gesamt              | Gesamt           | Gesamt          | 109    | 42   | 5          | 3          | -          | -          | -      | -      | 114    | 45     |
| CD Teneriffa        | Primera División | 1997/98         | 36     | 7    | 1          | 0          | -          | -          | -      | -      | 37     | 7      |
| CD Teneriffa        | Primera División | 1998/99         | 36     | 14   | 4          | 0          | -          | -          | -      | -      | 40     | 14     |
| Gesamt              | Gesamt           | Gesamt          | 72     | 21   | 5          | 0          | -          | -          | -      | -      | 77     | 21     |
| Deportivo La Coruña | Primera División | 1999/00         | 36     | 22   | 2          | 1          | 8          | 3          | -      | -      | 46     | 26     |
| Deportivo La Coruña | Primera División | 2000/01         | 29     | 16   | -          | -          | 9          | 1          | -      | -      | 38     | 17     |
| Deportivo La Coruña | Primera División | 2001/02         | 30     | 12   | 2          | 1          | 9          | 1          | -      | -      | 41     | 14     |
| Deportivo La Coruña | Primera División | 2002/03         | 38     | 29   | 5          | 1          | 11         | 9          | -      | -      | 54     | 39     |
| Gesamt              | Gesamt           | Gesamt          | 133    | 79   | 9          | 3          | 37         | 14         | -      | -      | 179    | 96     |
| FC Bayern München   | Bundesliga       | 2003/04         | 32     | 23   | 4          | 2          | 8          | 6          | -      | -      | 44     | 31     |
| FC Bayern München   | Bundesliga       | 2004/05         | 33     | 22   | 5          | 5          | 8          | 7          | -      | -      | 46     | 34     |
| FC Bayern München   | Bundesliga       | 2005/06         | 31     | 17   | 5          | 0          | 8          | 2          | -      | -      | 44     | 19     |
| FC Bayern München   | Bundesliga       | 2006/07         | 33     | 16   | 3          | 0          | 8          | 2          | -      | -      | 44     | 18     |
| Gesamt              | Gesamt           | Gesamt          | 129    | 78   | 17         | 7          | 32         | 17         | -      | -      | 178    | 102    |
| Feyenoord Rotterdam | Eredivisie       | 2007/08         | 28     | 13   | 5          | 7          | -          | -          | -      | -      | 33     | 20     |
| Feyenoord Rotterdam | Eredivisie       | 2008/09         | 31     | 16   | 3          | 4          | 6          | 0          | -      | -      | 40     | 20     |
| Feyenoord Rotterdam | Eredivisie       | 2009/10         | 24     | 7    | 4          | 3          | -          | -          | -      | -      | 28     | 10     |
| Gesamt              | Gesamt           | Gesamt          | 83     | 36   | 12         | 14         | 6          | 0          | -      | -      | 101    | 50     |
| Karriere Gesamt     | Karriere Gesamt  | Karriere Gesamt | 526    | 256  | 48         | 27         | 75         | 31         | -      | -      | 649    | 314    |